# آنتونی تیلور (داور)
آنتونی تیلور (انگلیسی: Anthony Taylor (referee)؛ زادهٔ ۲۰ اکتبر ۱۹۷۸) یک داور فوتبال اهل انگلستان است.
وی داوری حرفه‌ای را از سال ۲۰۰۲ شروع کرده و در سال ۲۰۱۰ در لیگ برتر فوتبال انگلستان برای اولین بار قضاوت کرده است و از سال ۲۰۱۳ وارد فهرست فیفا شده است.
از قضاوت‌های مهم وی میتوان به فینال جام اتحادیه فوتبال انگلستان ۲۰۱۵ اشاره کرد.

## آمارها
| فصل     | بازی | مجموع | میانگین | مجموع | میانگین |
| ------- | ---- | ----- | ------- | ----- | ------- |
| ۲۰۰۶–۰۷ | ۲۶   | ۷۸    | ۳٫۰۰    | ۵     | ۰٫۱۹    |
| ۲۰۰۷–۰۸ | ۳۶   | ۱۰۵   | ۲٫۹۲    | ۱۰    | ۰٫۲۸    |
| ۲۰۰۸–۰۹ | ۳۸   | ۹۱    | ۲٫۳۹    | ۴     | ۰٫۱۱    |
| ۲۰۰۹–۱۰ | ۳۶   | ۹۲    | ۲٫۵۶    | ۸     | ۰٫۲۲    |
| ۲۰۱۰–۱۱ | ۳۲   | ۱۱۸   | ۳٫۶۹    | ۱۲    | ۰٫۳۶    |
| ۲۰۱۱–۱۲ | ۳۴   | ۱۰۶   | ۳٫۱۲    | ۸     | ۰٫۲۴    |
| ۲۰۱۲–۱۳ | ۳۵   | ۸۹    | ۲٫۵۴    | ۶     | ۰٫۱۷    |

Statistics for all competitions. No records are available prior to 2006–07.